# Porta San Paolo
La Porta San Paolo (puerta de San Paolo)  es una de las puertas meridionales de las murallas aurelianas del siglo III en Roma, Italia. El edificio que forma la puerta aloja en su interior el Museo de la Vía Ostiense. Se encuentra en el barrio Ostiense; justo al oeste está la pirámide romana de Cestio, una pirámide de estilo egipcio, y más allá está el cementerio protestante.

## Historia
El nombre original de la puerta era Porta Ostiensis, porque estaba situada al principio de la vía Ostiense, la vía que unía Roma y Ostia. La vía Ostiense era una importante arteria, como lo demuestra el hecho de que, al entrar por la puerta del mismo nombre, la vía se dividía, y una de las direcciones conducía al famoso Emporium, el gran mercado de Roma.
La puerta de entrada está flanqueada por dos torres cilíndricas y tiene dos entradas, que habían sido cubiertas por una segunda puerta de una sola apertura, construida delante de la primera por el general bizantino Belisario (530-540).
La estructura se debe a Majencio, en el siglo IV, pero las dos torres fueron realzadas por Honorio.Su nombre original, en latín, era Porta Ostiensis , desde que se abrió camino de Ostia. Más tarde, fue rebautizada con el nombre italiano de Porta San Paolo, porque era la salida de Roma que conducía a la basílica de San Pablo Extramuros.
En el año 549, Roma estaba sitiada; los ostrogodos de Totila entraron por esta puerta, a causa de la traición de la guarnición isaurí.

El 10 de septiembre de 1943, dos días después de que se acordara el armisticio entre los Aliados e Italia, las fuerzas militares y civiles italianas intentaron bloquear la toma de la ciudad por los alemanes, con 570 bajas.

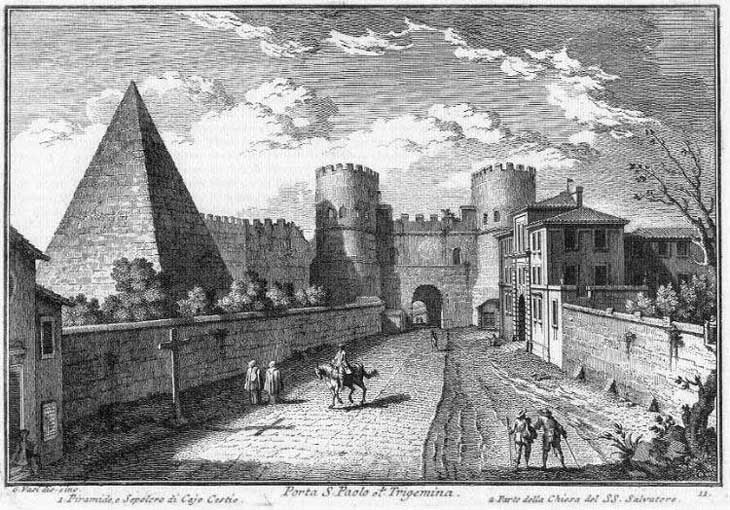
Grabado de Giuseppe Vasi de la Porta San Paolo y la Pirámide de Cestio, en el siglo XVIII.
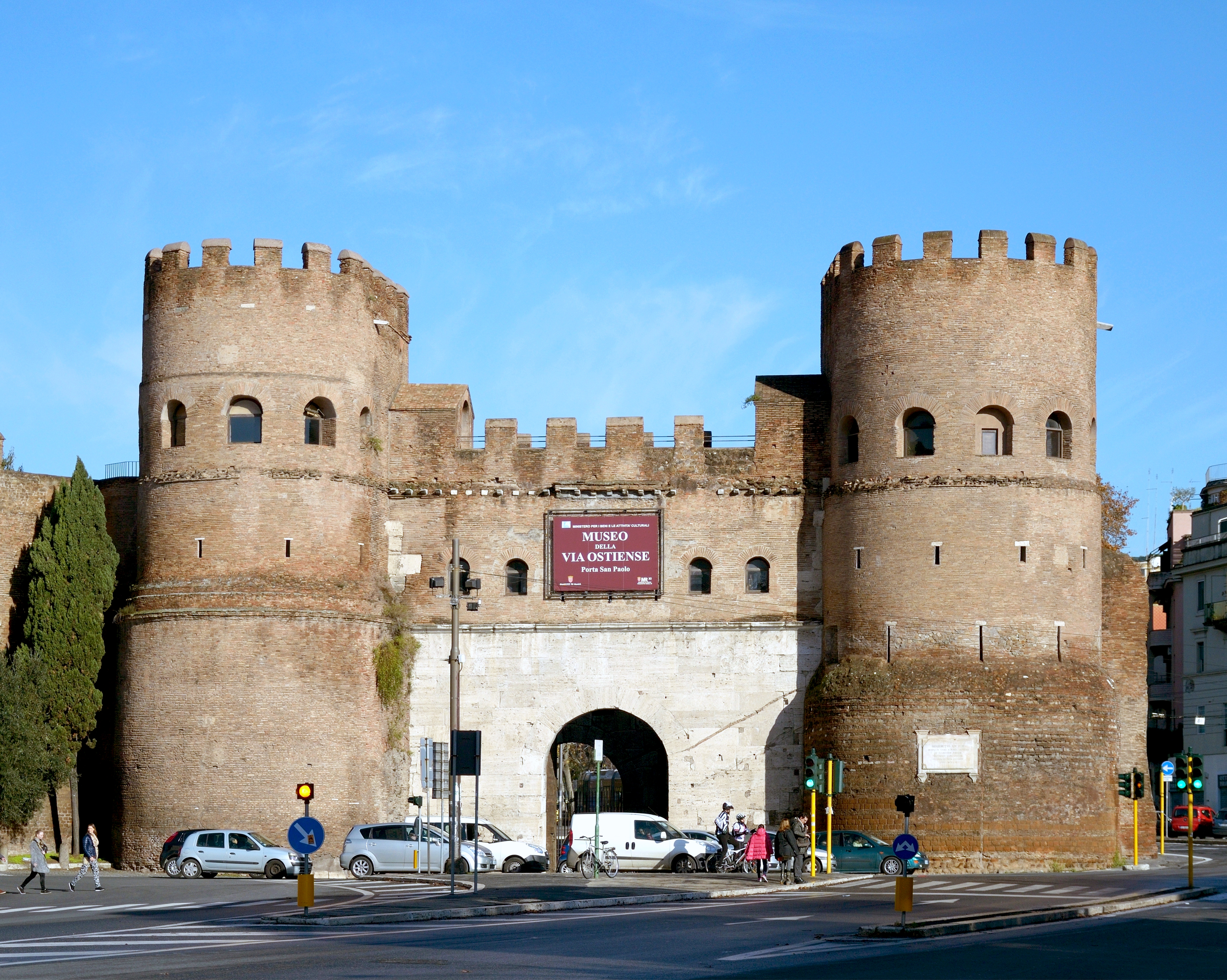
La puerta ha sido separada de las murallas aurelianas, y parece un castillo, con las dos torres y la doble entrada. Por lo tanto, a veces se le llama «Castelletto».